# Siti Kassim

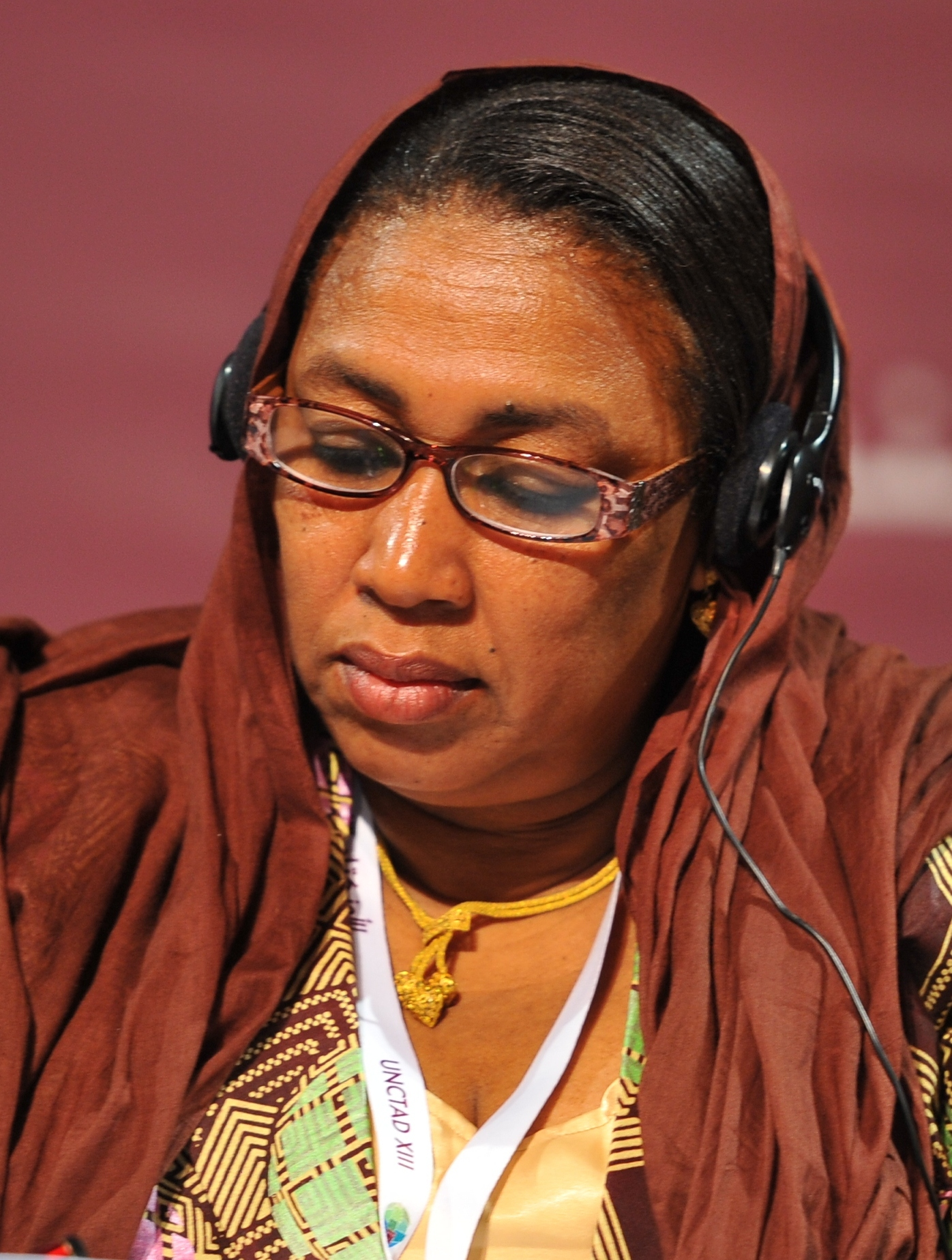
Siti Kassim

Siti Kassim (geb. 5. August 1961) ist eine Politikerin in den Komoren.

## Leben
Kassim wurde am 5. August 1961 in Mbatsé auf der Insel Mohéli geboren. Nach ihrem Abschluss an der weiterführenden Schule in Fomboni 1980 studierte sie an der Université des Comores, wo sie einen Abschluss als Lehrerin für den Unterricht in ländlichen Colleges erwarb (1988).

### Karriere
Zunächst unterrichtete sie Geschichte und Geographie an ländlichen Colleges in Moheli von 1988 bis 1999.
Von 1999 bis 2002 arbeitete sie als Koordinator für die Nichtregierungsorganisation Dia Europe.
Sie nahm am mehrjährigen Programm für Micro-Realization teil (2002–2006). Für das Entwicklungshilfeprogramm des achten Europäischen Entwicklungsfonds arbeitete sie als Regional Director. Sie war auch Präsidentin des Netzwerks African Women Ministers and Parliamentarians of Comoros von 2008 bis 2010.
Am 27. Mai 2006 wurde sie als Minister of Agriculture, Fisheries and Environment (Ministerin für Landwirtschaft, Fischerei und Umwelt) berufen. Sie behielt diesen Posten bis zum 11. Juli 2008. Dann wurde sie als Secretary of State for Solidarity and Gender Promotion (Staatssekretärin für Solidarität und Gender-Förderung) und als General Commissioner ernannt.
Sie war Minister of Employment, Labour, Vocational Training, Women’s Entrepreneurship (Ministerin für Beschäftigung, Arbeit, Berufsausbildung, Frauen-Unternehmertum) und Sprecherin der Regierung seit dem 31. Mai 2011.